# Candidosia microtorticornis
Candidosia microtorticornis es una especie de coleóptero de la familia Aderidae.

## Distribución geográfica
Habita en Seychelles.